# Wilhelm Friedrich Norbisrath
Wilhelm Friedrich Norbisrath (?, ? – Wernau, 17 november 1970) was een Duits componist, muziekpedagoog, dirigent en muziekuitgever.
Van Norbisrath is niet veel bekend. Wanneer en op welke grondlaag hij de titel Musikdirektor kon dragen is eveneens niet bekend. Norbisrath heeft als voor de Tweede Wereldoorlog een muziekuitgeverij in Wernau (Neckar) opgericht. In deze muziekuitgeverij heeft hij meestal eigen werken gepubliceerd.
In Baden-Württemberg was hij dirigent van verschillende blaasorkesten, zoals van de Musikverein Deizisau e.V. (september 1948 - 15 mei 1954), de Musikverein - Stadtkapelle Plochingen en vooral van de Musikverein Notzingen-Wellingen e.V.. Met het laatstgenoemde orkest heeft hij aan vele nationale en internationale wedstrijden met succes deelgenomen. 
Als componist heeft hij verschillende werken voor harmonieorkest op zijn naam staan.

## Composities

### Werken voor harmonieorkest
- Acapulco, Latijns-Amerikaanse ouverture
- Clipper nach Frisco, intermezzo
- Cowboy Ballade, selectie
- Grote selectie uit de operette "Clivia van Nico Dostal
- Gute Bekannte aus Spanien
- Kleines Konzert für zwei Blasorchester
- Indianische Legende
- Mexicana, rapsodie
- Mexicano, selectie
- Narzissus, fantasie
- Romania
- Schwarze Augen
- Von Schwaben bis Tirol